# Grenadská vlajka

Grenadská vlajka
Poměr stran: 3:5

Grenadská námořní vlajka
Poměr stran: 1:2

Grenadská válečná námořní vlajka
Poměr stran: 1:2

Vlajka Grenady má list s poměrem stran 3:5 se širokým červeným okrajem, ve kterém jsou při horním i dolním okraji umístěné vždy tři žluté, pěticípé hvězdy. Vnitřní obdélníkové pole je úhlopříčkami rozděleno na čtyři trojúhelníky: první a třetí zelený, druhý a čtvrtý žlutý. V prvním trojúhelníku je stylizovaný, tmavě červený muškátový oříšek vyčnívající z rozpuklého, dužnatého míšku. Uprostřed listu je červené kruhové pole a v něm další žlutá, pěticípá hvězda.
Červená barva symbolizuje vroucnost, odvahu a temperament grenadského lidu a jeho neutuchající úsilí o svobodu. Červený okraj symbolizuje odhodlání obyvatel Grenady zachovat svornost a jednotu ducha, žlutá barva reprezentuje slunce zářící nad ostrovem, srdečnost a přátelství jeho obyvatel a zelená připomíná úrodnost půdy, bujnou |vegetaci a zemědělství. Hvězdy vyjadřují naději, touhy a ideály, se kterými se grenadský národ zrodil. Jejich počet odpovídá administrativním jednotkám státu (šest farností). Muškátový oříšek je tradiční zemědělský produkt Grenady (tvoří třetinu světového exportu) a připomíná i někdejší jméno ostrova (ostrovu se přezdívá(lo) Isle Of Spice (česky Ostrov koření).
Námořní vlajka má stejný design ale rozdílný poměr stran (1:2). Válečná námořní vlajka je založena na britské námořní válečné vlajce (White Ensign) s národní vlajkou v kantonu a přesahující do kříže.

## Historie
Původními obyvateli ostrova byli Aravakové, kteří byli vytlačeni Kariby. 15. srpna 1498 přistál u ostrova (při své třetí výpravě) Kryštof Kolumbus. Ostrov poté spravovali střídavě Francouzi a Britové. 1. dubna 1833 se Grenada stala (spolu s Barbadosem, Svatým Vincencem a Tobagem) součástí federativní britské kolonie Návětrné ostrovy. Na ostrovech se užívala britská vlajka.
Až v roce 1875 byla zavedena zvláštní vlajka pro kolonii Grenada. Jednalo se o britskou modrou služební vlajku (Blue Ensign) s kruhovým vlajkovým emblémem (anglicky badge) Grenady ve vlající části. Na emblému byl zobrazen mlýn na cukrovou třtinu poháněný volským spřežením a 4 osoby, mlýn obsluhující. Vše v přirozených barvách. V dolní části emblému bylo bílé pole ve tvaru kruhové úseče s výškou asi 1/8 průměru emblému s černým latinským mottem „HÆTIBI. ERUNT. ARTES.” (ve zdroji bez teček), které lze přeložit jako „Toto bude vaše umění”.
V roce 1903 byl zaveden nový badge, v kterém byla, opět v přirozených barvách, zobrazena Kolumbova loď La Concepción, přídí k ostrovu. V dolní části emblému, pod lodí, přes mořskou hladinu, byla položena bílá stuha s černým latinským mottem CLARIOR E TENEBRIS (česky Světlo z temnoty).
V roce 1956 se stala Grenada opět separátní kolonií (federativní kolonie Návětrné ostrovy zanikla) ale již 3. ledna 1958 se stal ostrov členem Západoindické federace. Symboly ostrova zůstaly nadále platné, na mezinárodní úrovni se užívaly symboly federace až do oficiálního rozpuštění 31. května 1962.

Britská vlajka Grenady (1833–1974) Poměr stran: 1:2
Grenadská vlajka (1875–1903) Poměr stran: 1:2
Grenadská vlajka (1903–1967) Poměr stran: 1:2
Vlajka Západoindické federace (1958–1962) Poměr stran: 1:2

3. března 1967 získala Grenada vnitřní autonomii a status autonomního přidruženého státu Spojeného království a byla zavedeny nové symboly. Vlajku tvořil list o poměru stran (pravděpodobně) 3:5 se třemi vodorovnými pruhy, modrým, žlutým a zeleným. Uprostřed byl tmavočerveně lemovaný ovál (na výšku a částečně i přes krajní pruhy), který obsahoval větévku muškátovníku vonného se dvěma zelenými lístky a žlutým, rozpuklým dužnatým míškem, z něhož vyčníval muškátový oříšek. Modrá barva symbolizovala moře (Grenada leží v Karibském moři), žlutá přírodní bohatství a zelená vegetaci. Muškátový oříšek je hlavním produktem ostrova.

Grenadská vlajka (1967–1974) Poměr stran: 2:3

7. února 1974 vyhlásila Grenada nezávislost a při této příležitosti byla zavedena i nová vlajka (platná do současnosti), schválená již 6. prosince 1973. Autorem vlajky je grenadský umělec Anthony C George (* 1938).

## Commonwealth
Grenada je členem Commonwealthu (který užívá vlastní vlajku) a zároveň je hlavou státu britský panovník (Commonwealth realm), kterého zastupuje generální guvernér (viz seznam vlajek britských guvernérů).
V roce 1960 byla navržena osobní vlajka Alžběty II., určená pro reprezentaci královny v její roli hlavy Commonwealthu na územích, ve kterých neměla jedinečnou vlajku – to byl i případ Grenady (viz seznam vlajek Alžběty II.).

Osobní vlajka královny Alžběty II. (1960–2022) Poměr stran: 1:1
Vlajka grenadského generálního guvernéra Poměr stran: 1:2